# Isogai Hiromitsu
Isogai Hiromitsu (sinh ngày 19 tháng 4 năm 1969) là một cầu thủ bóng đá người Nhật Bản.

## Đội tuyển bóng đá quốc gia Nhật Bản
Isogai Hiromitsu thi đấu cho đội tuyển bóng đá quốc gia Nhật Bản từ năm 1995.

## Thống kê sự nghiệp
| Đội tuyển bóng đá Nhật Bản | Đội tuyển bóng đá Nhật Bản | Đội tuyển bóng đá Nhật Bản |
| Năm                        | Trận                       | Bàn                        |
| -------------------------- | -------------------------- | -------------------------- |
| 1995                       | 2                          | 0                          |
| Tổng cộng                  | 2                          | 0                          |